# Łączka (Beskid Śląski)
Łączka (835 m n.p.m.; cz. Loučka) – szczyt w Beskidzie Śląskim, w Paśmie Stożka i Czantorii, już na terenie Czech. Najwyższy szczyt górskiego „ramienia Łączki i Filipki”, odgałęziającego się w Stożku Wielkim od pasma granicznego w kierunku północno-zachodnim.
Szczyt ma charakter dość płaskiej wierzchowiny, rozciągniętej z południowego wschodu na północny zachód, o trzech niewybitnych kulminacjach – najwyższą z nich jest środkowa, z umieszczonym na niej małym triangułem. Wierzchowina od strony północno-wschodniej pokryta jest rozległymi polanami, które były niegdyś żywym ośrodkiem szałaśnictwa. Sallasch Lonczka wzmiankowany był tu w 1823 r. W połowie XIX w. istniało tu osiedle pasterskie, należące do nieistniejącej już wsi Głuchowa. Obecnie na polanach rozłożone są zabudowania osiedla Łączka, będącego przysiółkiem Bystrzycy. Wśród zabudowy znajdziemy jeszcze kilka ostatnich, drewnianych chałup zrębowych, prawie bez wyjątku przerobionych już na domki letniskowe.
W pierwszej połowie XX w. polany szczytowe były jednym z ulubionych celów wycieczek niedzielnych mieszkańców Trzyńca i Cieszyna. W latach międzywojennych istniało tu nawet niewielkie prywatne schronisko turystyczne „U Bojka”. Dziś przez szczyt Łączki biegnie żółty  szlak turystyczny z Bystrzycy na Filipkę.

## Zobacz też

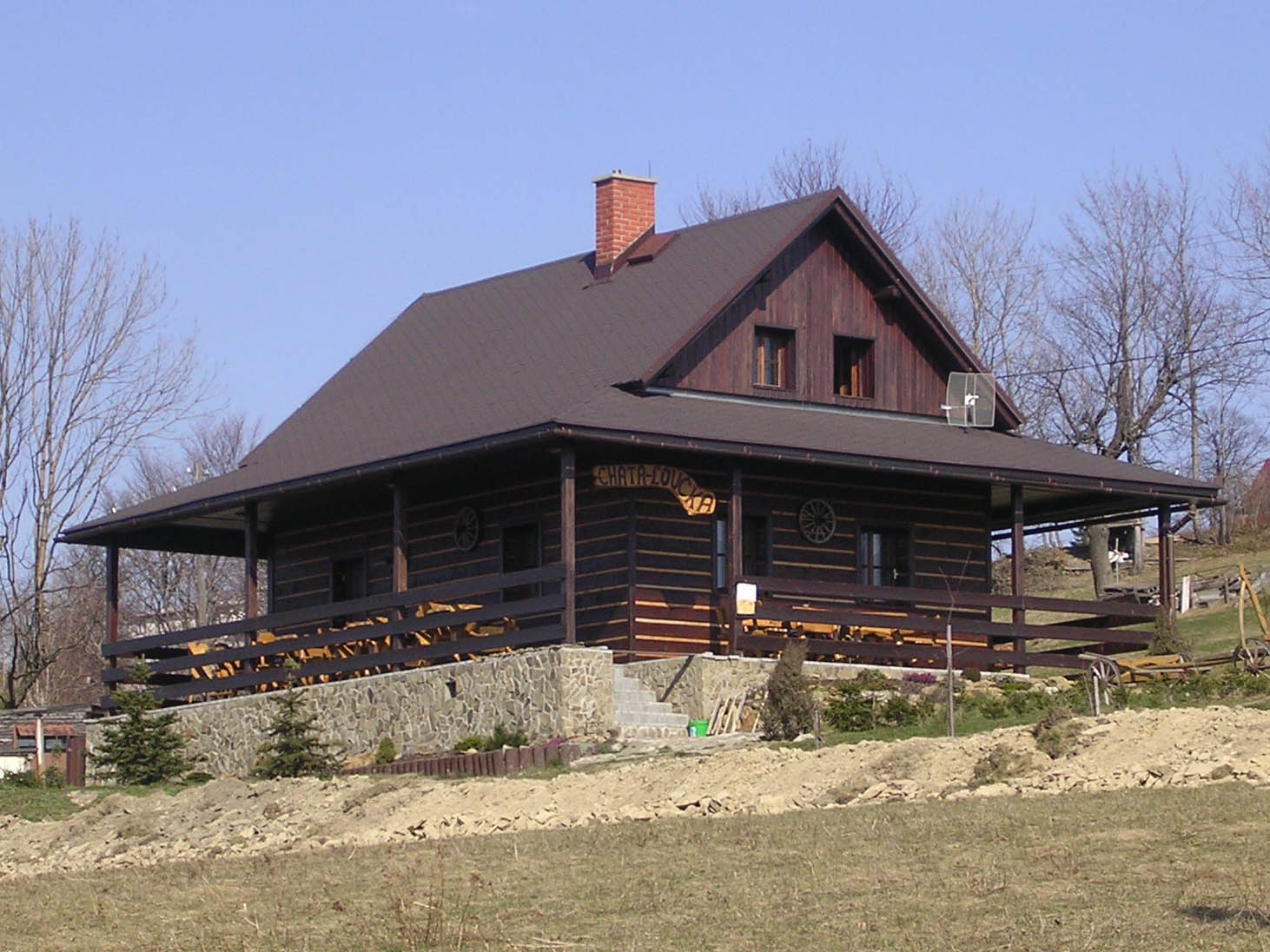
Chata Loučka